# Franka Padovan
Franka Padovan, učiteljica, političarka, kulturna delavka, * 30. julij 1966, Gorica.

## Življenje in delo
Franka Padovan (uradno ime je Franca) se je rodila v Gorici, a je vedno živela v Števerjanu. V domači vasi je opravila obvezno šolanje, nato je leta 1985 maturirala na slovenski višji šoli v Gorici. Zaposlena je kot učiteljica na slovenski osnovni šoli v Gorici.
Franka Padovan se je že zgodaj vpletla v kulturno dejavnost med Slovenci v Italiji, saj je že leta 1984 prevzela tajniško mesto v Slovenskem katoliškem prosvetnem društvu Frančišek B. Sedej v Števerjanu in ga opravljala do leta 1997. Od leta 1985 aktivno sodeluje v delovanju Zveze slovenske katoliške prosvete iz Gorice, predsednica Zveze je bila skoraj dvajset let, od leta 2004 do leta 2023. Franka Padovan je že mnogo let tudi v izvršnem odboru Sveta slovenskih organizacij - SSO in je bila večkrat pokrajinska podpredsednica za Goriško pokrajino. Od leta 2020 je predsednica Slovenskega centra za glasbeno vzgojo Emil Komel.
Franka Padovan se ukvarja tudi s politiko in je že leta 1994 kandidirala z edino slovensko stranko v Italiji SSk - Slovensko skupnostjo in bila prvič izvoljena v občinski svet občine Števerjan, kjer je prevzela vlogo načelnice svetniške skupine in je bila imenovana za občinsko odbornico. Leta 2009 so jo izvolili za županjo občine Števerjan, to funkcijo je upešno opravljala do leta 2024. Leta 2024 je kandidirala (kot edini slovenski kandidat v Italiji) za Evropski parlament, saj se je stranka SSk povezala z južnotirolsko stranko SVP.